# ویندوز پی‌ای
ویندوز پی‌ای (به انگلیسی: Windows PE) (همچنین به عنوان ویندوز محیط پیش‌از نصب (به انگلیسی: Windows Preinstallation Environment) و WinPE نیز شناخته می‌شود) یک نسخهٔ سبک از ویندوز است که در رایانه‌های شخصی، ایستگاه‌های کاری و سرورها برای عیب‌یابی سیستم عامل در حالی که رایانه آفلاین است به‌کار می‌رود. این جایگزینی برای دیسک بوت‌های ام‌اس-داس است و می‌تواند از راه فلش، پی‌اکس‌ای، آی‌پی‌اکس‌ای، دیسک سخت و سی‌دی-رام راه‌اندازی شود. این ویندوز را پیش‌تر شرکت‌های بزرگ و OEMها استفاده می‌کردند ولی اکنون به گونهٔ رایگان برای همگان در دسترس است.